# Peter Casparsson
Lars Peter Casparsson, född 14 mars 1975 i Falun, Sverige är en svensk före detta professionell ishockeyspelare. Han inledde karriären i moderklubben Hedemora SK och spelade därefter juniorishockey för Leksands IF, vilka han också gjorde seniordebut för i Elitserien säsongen 1993/94. 1996 anslöt han till Rögle BK och spelade två säsonger med klubben i Division I. 1998 värvades han av Linköping HC. Han spelade för klubben i åtta säsonger och var med att spela upp den till Elitserien via Kvalserien vid två tillfällen. Under tiden i Linköping blev han också under en kort period utlånad till MIF Redhawks.
De sista sju säsongerna spelade Casparsson utomlands. De två första spelade han för italienska SG Cortina och tyska Straubing Tigers. Han avslutade karriären med fem säsonger för Vienna Capitals i den österrikiska ishockeyligan.
Som junior representerade Casparsson Sveriges landslag vid JEM 1993.

## Karriär

### Klubblag

#### 1993–2005: Början av karriären och Linköping HC
Casparsson inledde sin ishockeykarriär med moderklubben Hedemora SK anslöt som 16-åring till Leksands IF:s juniorverksamhet. Efter att ha gjort Elitseriedebut för Leksand säsongen 1993/94 varvade Casparsson de två följande åren spel i Elitserien med spel för Leksands J20-lag. Säsongen 1994/95 gjorde han sitt första, och enda, mål för Leksand i Elitseriesammanhang. Inför säsongen 1996/97 lämnade han Leksand för spel med Rögle BK i Division I. I sin första säsong med klubben var han lagets poängmässigt bästa back med två mål och sju assistpoäng på 32 grundseriematcher. För säsongen 1997/98 ökade han sin poängproduktion ytterligare och var den back i laget som stod för flest assistpoäng (13). På 32 grundseriematcher stod han för totalt 17 poäng.
I maj 1998 bekräftades det att Casparsson lämnat Rögle BK då han skrivit ett tvåårsavtal med seriekonkurrenten Linköping HC. Laget tog sig Kvalserien, vilken man sedan också vann och kvalificerade sig för första gången i klubbens historia för spel i Elitserien. Säsongen 1999/00 spelade Casparsson 48 grundseriematcher i Elitserien och var Linköpings poängmässigt bästa back med 19 poäng. Med elva gjorda mål var han lagets näst bästa målskytt, bakom Henrik Andersson. Laget slutade på sista plats i Elitserien och degraderades sedan till Hockeyallsvenskan sedan man slutat på fjärde plats i Kvalserien. Säsongen 2000/01 var Casparsson Linköpings poängmässigt bästa back. Han spelade 36 grundseriematcher och noterades för 18 poäng, varav tre mål. Laget kvalificerade sig till Kvalserien 2001 där man i sista omgången säkrade ett avancemang till Elitserien. Casparsson gjorde ett av Linköpings mål i denna match, som slutade med en 2–3-seger mot Södertälje SK.
Säsongen 2001/02 blev den första i Linköpings historia där klubben klarade att hålla sig kvar i Elitserien utan kvalspel. Casparsson noterades för 15 poäng på 49 grundseriematcher. Tillsammans med Bjarne Hurtig så var han laget målmässigt bästa back (6). Säsongen 2002/03 inledde Casparsson med Linköping. Den 23 oktober 2002 meddelades det dock att han lånats ut till seriekonkurrenten Malmö Redhawks. I mitten av december samma år återvände han till Linköping. Han spelade totalt 16 matcher för Malmö och noterades för tre assistpoäng. Linköping slutade på sistaplats i grundserien och Casparsson stod för två mål och två assistpoäng på 30 matcher för klubben. I det följande kvalspelet vann Linköping gruppspelet och säkrade därmed ett nytt Elitseriekontrakt. Casparsson var lagets poängmässigt bästa back då han stod för fem assist på tio matcher.
Den 29 april 2003 stod det klart att Casparsson förlängt sitt avtal med Linköping med ytterligare tre säsonger. I grundseriens första omgång noterades Casparsson för ett mål men fick också lämna matchen då han ådragit sig en axelskada. Denna skada gjorde att han missade ett antal matcher i inledningen av grundserien. Linköping slutade på fjärde plats i grundserien, där Casparsson spelade 30 matcher och stod för fyra mål och tre assistpoäng. Laget gick därefter in i sitt första SM-slutspel där man slogs ut i kvartsfinal av Timrå IK med 4–1 i matcher. Casparsson spelade alla dessa fem matcher och stod för en assistpoäng. Säsongen 2004/05 fick Casparsson mindre speltid i Linköping. Han gjorde sin poängmässigt sämsta säsong sedan 1995/96 då han stod för två assistpoäng på 45 spelade matcher. Linköping slutade på andra plats i grundserien och slogs därefter återigen ut i kvartsfinalserien i SM-slutspelet, denna gång av Södertälje SK med 4–2 i matcher. Casparsson gick poänglös ur dessa matcher.

#### 2005–2012: Spel utomlands
I mitten av april 2005 bekräftades det att Casparsson brutit sitt avtal med Linköping ett år i förtid. Den 1 juli samma år bekräftades det att han skrivit ett avtal med italienska SG Cortina i Serie A. Detta kom att bli Casparssons enda säsong i Serie A. Han var lagets poängmässigt bästa back och slutade på fjärde plats i backarnas poängliga via 33 poäng på 45 grundseriematcher (8 mål, 25 assist). Laget slutade på fjärde plats i grundserien och slogs därefter ut i semifinal i slutspelet. Casparsson stod då för tre poäng på fem matcher. Inför säsongen 2006/07 anslöt han till den tyska klubben Straubing Tigers i DEL. Han spelade 51 grundseriematcher för klubben och noterades för 18 poäng, varav fem mål. Laget misslyckades att ta sig till slutspel då man slutade på tolfte plats i grundserien.
Inför säsongen 2007/08 värvades Casparsson till Vienna Capitals i den Österrikiska ishockeyligan. Han spelade 45 grundseriematcher och stod för 5 mål och 14 assistpoäng. Laget vann grundserien och slog därefter ut HC Innsbruck i kvartsfinal med 3–0 i matcher. I semifinalserien slogs man dock ut av EC Red Bull Salzburg i fyra raka matcher. På dessa sju matcher stod Casparsson för tre assistpoäng. Säsongen 2008/09 slutade han på andra plats i lagets interna poängliga bland backarna då han på 53 grundseriematcher stod för 31 poäng (6 mål, 25 assist). Casparsson slutade på andra plats i grundserien och i slutspelet tog man sig åter till semifinalspel då man slog ut Graz 99ers i kvartsfinal. I semifinalserien slogs man ännu en gång ut av Red Bull Salzburg, med 4–1 i matcher.
I sin tredje säsong för Capitals gjorde Casparsson sin karriärs poängmässigt bästa säsong. På 54 matcher stod han för 39 poäng; med tolv mål var detta också Casparssons målmässigt bästa grundserie. I grundserien var han den i laget som hade bäst plus/minus-statistik (22). För tredje säsongen i följd slogs laget ut i semifinal, denna gång mot EHC Black Wings Linz med 4–3 i matcher. Säsongen 2010/11 spelade Casparsson samtliga 54 grundseriematcher och stod för ytterligare en poängmässigt god säsong. I grundserien, där Capitals slutade på tredje plats, stod han för 26 poäng (3 mål, 23 assist). Laget slogs ut i slutspelet av Red Bull Salzburg med 4–3 i semifinalserien. Den 12 april 2011 bekräftades det att Casparsson förlängt sitt avtal med klubben med ytterligare en säsong. Detta kom att bli hans sista säsong som professionell ishockeyspelare. Både laget och han själv gick sämre denna säsong. Capitals direktkvalificerade sig inte till slutspelet, utan fick ta en omväg genom kvalspel. Casparsson gjorde sin poängmässigt sämsta säsong utomlands då han stod för tre mål och sex assistpoäng på 48 grundseriematcher. Laget slogs därefter ut i kvartsfinal av grundseriesegrarna Black Wings Linz med 4–3 i matcher.

### Landslag
1993 blev Casparsson uttagen till Sveriges U18-landslag och var med då U18-EM avgjordes i Polen. Sverige gick obesegrade genom turneringen och vann därmed EM-guld. Casparsson spelade två av Sveriges sex matcher och gick poänglös ur mästerskapet.

## Statistik

### Klubblag
| 1993–94           | Leksands IF       | Elitserien        | 1   | 0  | 0  | 0   | 0   | —  | — | —  | —  | —  |
| 1994–95           | Leksands IF       | Elitserien        | 14  | 1  | 0  | 1   | 2   | 2  | 0 | 0  | 0  | 0  |
| 1995–96           | Leksands IF       | Elitserien        | 11  | 0  | 0  | 0   | 0   | 4  | 0 | 0  | 0  | 0  |
| 1996–97           | Rögle BK          | Div. I            | 32  | 2  | 7  | 9   | 26  | —  | — | —  | —  | —  |
| 1997–98           | Rögle BK          | Div. I            | 32  | 4  | 13 | 17  | 38  | 4  | 0 | 0  | 0  | 0  |
| 1998–99           | Linköping HC      | Div. I            | 41  | 3  | 5  | 8   | 26  | 10 | 1 | 1  | 2  | 6  |
| 1999–00           | Linköping HC      | Elitserien        | 48  | 11 | 8  | 19  | 42  | 10 | 3 | 6  | 9  | 8  |
| 2000–01           | Linköping HC      | HA                | 36  | 3  | 15 | 18  | 38  | 10 | 2 | 2  | 4  | 12 |
| 2001–02           | Linköping HC      | Elitserien        | 49  | 6  | 9  | 15  | 38  | —  | — | —  | —  | —  |
| 2002–03           | Linköping HC      | Elitserien        | 30  | 2  | 2  | 4   | 28  | 10 | 0 | 5  | 5  | 10 |
| 2002–03           | Malmö Redhawks    | Elitserien        | 16  | 0  | 3  | 3   | 8   | —  | — | —  | —  | —  |
| 2003–04           | Linköping HC      | Elitserien        | 30  | 4  | 3  | 7   | 24  | 5  | 0 | 1  | 1  | 2  |
| 2004–05           | Linköping HC      | Elitserien        | 45  | 0  | 2  | 2   | 16  | 6  | 0 | 0  | 0  | 0  |
| 2005–06           | SG Cortina        | Serie A           | 45  | 8  | 25 | 33  | 60  | 5  | 0 | 3  | 3  | 10 |
| 2006–07           | Straubing Tigers  | DEL               | 51  | 5  | 13 | 18  | 77  | —  | — | —  | —  | —  |
| 2007–08           | Vienna Capitals   | EBEL              | 45  | 5  | 14 | 19  | 60  | 7  | 0 | 3  | 3  | 8  |
| 2008–09           | Vienna Capitals   | EBEL              | 53  | 6  | 25 | 31  | 78  | 12 | 0 | 1  | 1  | 16 |
| 2009–10           | Vienna Capitals   | EBEL              | 54  | 12 | 27 | 39  | 54  | 12 | 2 | 6  | 8  | 8  |
| 2010–11           | Vienna Capitals   | EBEL              | 54  | 3  | 23 | 26  | 55  | 11 | 1 | 3  | 4  | 10 |
| 2011–12           | Vienna Capitals   | EBEL              | 48  | 3  | 6  | 9   | 20  | 7  | 1 | 0  | 1  | 4  |
| EBEL totalt       | EBEL totalt       | EBEL totalt       | 254 | 29 | 95 | 124 | 267 | 49 | 4 | 13 | 17 | 46 |
| Elitserien totalt | Elitserien totalt | Elitserien totalt | 244 | 24 | 27 | 51  | 158 | 37 | 3 | 12 | 15 | 20 |

### Internationellt
| År            | Lag           | Turnering     | Matcher | Mål | Assists | Poäng | Utv. |
| ------------- | ------------- | ------------- | ------- | --- | ------- | ----- | ---- |
| 1993          | Sverige       | JEM           | 2       | 0   | 0       | 0     | 0    |
| Junior totalt | Junior totalt | Junior totalt | 2       | 0   | 0       | 0     | 0    |